# Formant słowotwórczy
Formant słowotwórczy – element derywatu dołączony do podstawy słowotwórczej, decydujący o różnicy (na poziomie znaczenia lub funkcji) między wyrazem motywującym a derywatem. W innym ujęciu jest to zespół wszelkich cech formalnych odróżniających wyraz fundowany od fundującego (może nim być zespół alternacji głoskowych, reduplikacja rdzenia, paradygmat fleksyjny wyrazu fundowanego).
Najczęściej jest to morfem słowotwórczy, czyli afiks lub kombinacja afiksów. Rzadziej funkcję taką pełni zmiana akcentu, wymiana głosek w podstawie słowotwórczej lub zmiana paradygmatu fleksyjnego wyrazu pochodnego. 